# Theope basilea
Theope basilea är en fjärilsart som beskrevs av Bates 1866. Theope basilea ingår i släktet Theope och familjen Riodinidae. Inga underarter finns listade i Catalogue of Life.